# Namuł
Namuł – rodzaj osadu skalnego w formie zawiesiny. Jest przynoszony przez rzeki bądź nanoszony przez wodę spływającą po stokach. Składa się z mineralnego materiału skalnego wraz z niewielką ilością węglanu wapnia oraz z domieszką humusu.
Ze względu na ilość występujących substancji organicznych namuły można podzielić na: mineralne, mineralno-organiczne i organiczne.